# Zeuxia zernyi
Zeuxia zernyi là một loài ruồi trong họ Tachinidae.